# Галанін Іван Васильович
Іва́н Васи́льович Гала́нін (25 липня 1899 , Покровка, Васильсурський повітd, Нижньогородська губернія, Російська імперія  — 12 листопада 1958 , Москва ) — радянський військовий діяч, генерал-лейтенант (1943). Лепутат Верховної Ради УРСР 1-го скликання (1941—1947).

## Біографія
Народився 13 (25) липня 1899 р. у с. Покровка, тепер Покров-Майданської сільської адміністрації Воротинського району Нижньогородської області).
У 1919 році призваний до лав Червоної Армії, учасник громадянської війни.
Член РКП(б) з 1920 року. 1921 року брав участь у придушенні Кронштадтського повстання на посаді командира відділення курсантів військової школи. 1923 року закінчив Військову школу ім. ВЦВК. 1931 року закінчив курси «Вистріл», 1936 року — Військову академію ім. М. В. Фрунзе.
1936—1938 роки — заступник начальника відділення, начальник відділення, заступник начальника штабу Забайкальського військового округу. У серпні 1938 року обійняв посаду командира 57-ї стрілецької дивізії. З 1939 року на посаді командира дивізії брав участь у боях на річці Халхін-Гол. З липня 1940 року — командир 17-го стрілецького корпусу Київського військового округу.
12 січня 1941 року обраний депутатом Верховної Ради УРСР 1-го скликання по Новоселицькому виборчому округу № 397 Чернівецької області.
У червні 1941 року отримав звання генерал-майора. Учасник оборони України (1941), контрнаступу під Тихвином, Сталінградської (1942—1943), Курської (1943) битв, операцій на Правобережній Україні (1944), Яссо-Кишинівської та Будапештської операцій (1944).
Серпень — жовтень 1941 року — командувач 12-ї армії Південного фронту. Листопад 1941 — квітень 1942 року — командувач 59-ї армії Волховського фронту. Травень — серпень 1942 року — заступник командувача груп військ Західного фронту. Серпень — вересень 1942 року — заступник командувача військ Воронезького фронту. Жовтень 1942 року — квітень 1943 року — командувач 24-ї армії Донського фронту. 1942 рік — отримав щойно запроваджений орден Кутузова за № 1 за успішні дії керованої ним 24-ї армії та участь у Сталінградській битві. Квітень — вересень 1943 року — командувач 70-ї армії Центрального фронту. 1943 рік — отримав звання генерал-лейтенанта. Вересень 1943 — січень 1944 року — командувач 4-ї гвардійської армії у складі військ Воронезького, згодом Степового та 2-го Українського фронтів. Січень — лютий 1944 року — командувач 53-ї армії. Лютий — листопад 1944 року — командувач 4-ї гвардійської армії 2-го Українського фронту. 1946 року вийшов у відставку. 12 листопада 1958 року помер у Москві.

## Нагороди
- два ордени Леніна,
- два ордени Червоного Прапора,
- два ордени Кутузова 1-го ступеня,
- орден Богдана Хмельницького 1-го ступеня,
- медалі й іноземні нагороди.